# Kjókai no Rinne
A Kjókai no Rinne (境界のRINNE; Hepburn: Kyōkai no RINNE), melyet gyakran RIN-NE-ként stilizálnak egy manga, melynek szerzője Takahasi Rumiko.
2009. április 22-én jelent meg a Shogakukan kiadó hetente megjelenő Súkan Sónen Sunday magazinjában.
A sorozat Mamija Szakuráról szól, aki egy gyerekkori incidens következtében képes látni a szellemeket; a másik főszereplő pedig Rokudó Rinne, akinek felmenői között ember és sinigami keveredik. Rinne az élők között ragadt szellemeknek segít tovább lépni, és elviszi őket az újjászületés kerekéhez.

## Szereplők
Rokudó Rinne (六道　りんね; Hepburn: Rinne Rokudō)
A történet főszereplője, félig ember-félig sinigami, aki az emberek világában él, bár nagyanyja már nem egyszer ajánlotta fel, hogy éljen vele. Nagyapja haláláig vele élt, de miután magára maradt, beköltözött az iskolája üres klubhelyiségébe. Nagyanyja helyett végzi el a sinigami kötelességet, bár ehhez különféle -valódi sinigamik számára felesleges- eszközökre is szüksége van. A Túlvilág Haori-ja (黄泉の羽織; Hepburn: Yomi no Haori) egy drága kabát, amelyet ha visel, Rinne láthatatlanná válik az egyszerű halandók számára, de használhatja szellemek láthatóvá tevése érdekében is.
Annak következtében, hogy kifejezetten szegény, örül, ha pénzhez jut, és szívesen fogadja mikor a diákoktól ételt, vagy egyéb ajándékot kap. Nem hajlandó lakbért fizetni, megvenni az iskolai egyenruhát, és más közös költségekben részt venni.
Rinne keresztneve hiraganával és nem kandzsival van írva, így nincs rejtett jelentése mint sok más Takahasi karakternél. Rinne a Buddhizmusban szereplő állandó körforgás, vagyis a "reinkarnáció" rövidítése. Családneve, Rokudó, "hat utak"-at jelent, utalva a reinkarnáció hat módjára (deva, asura, ember, állat, éhes szellem és pokol).
Mamija Szakura (真宮　桜; Hepburn: Sakura Mamiya)
A történet hősnője, aki kicsiként eltűnt, de visszatért Tamako segítségével, és képessé vált a szellemeket és a spirituális lényeket látni. Ennek köszönhető, hogy kezdetektől fogva képes látni Rinnét, és hogy nem ijed meg Rokumon démoni alakjától. Nyugodt természete ellenére hezitálás nélkül megdorgálja Rinnét, ha úgy érzi, hogy a fiú problémákat okoz Szakura barátainak. Szakura japánul cseresznyevirágot jelent. Mamija kandzsival van írva, jelentése buddhista szekta és sintó szentély, de azt is jelentheti "igazi hercegnő".
Tamako (魂子)
Tamako Rinne nagyanyja, egy fiatalos külsejű sinigami. Ragaszkodik a "kisasszony" (onee-szan) megszólításhoz, és idegessé válik, ha Rinne "nagyi"-nak, Szakura pedig néninek (oba-szan) nevezi.
50 évvel a történet kezdete előtt Tamako eljött egy haldokló férfi lelkéért, akibe szempillantás alatt beleszeretett. A túlvilágon alkut kötött egy pappal, aki összeeskette őket: a férfi kapott még 50 évet, de cserébe Tamakónak az átlagos shinigami munkák tízszeresét kell elvégeznie, ha nem teljesíti, akkor a leszármazottjait sújtja a teher. Az alkut nem teljesíti, és egy nap Rinne azon kapja magát, hogy sinigami teendőket lát el. Tamako igyekszik rávenni unokáját, hogy éljen vele, és segít neki ajánlatokat keresni; Rinne nagy döbbenetére Tamako megjelenik az unokája osztálytársainak álmaiban, és egy rémisztő maszkot viselve megfenyegeti őket, persze Rinne érdekében. Tamako azt jelenti: "lélek gyerek".
Rokumon (六文)
Rokumon egy szerződéses fekete macska: ezek a macskák szerződést kötnek sinigamikkal, együtt dolgoznak velük, a gonosz szellemeket elpusztítják, de emellett átkokat, rossz ómeneket és fenyegetéseket is magukkal hozhatnak.
A kinézete többnyire egy átlagos fekete macska emberi arccal, viszont ha meg akar ijeszteni másokat, óriási démon macska fejjé változik. Aranyos kiscicává is át tud alakulni, ha például ételt akar szerezni. Az élők világában egy démon macskaként tűnik fel, és Szakuráék osztálytársait rémisztgette.
Állítása szerint Tamako küldte, hogy szerződést kössön Rinnével, de a fiú nem megy bele, mert nem tudná miből támogatni a segítőt. Később találkozik Szakurával, akivel megosztja Rinne sinigami kötelességeinek igazi okát. Közben Rinne talál egy levelet, melyből kiderül, hogy Tamako kirúgta Rokumont, aki Rinnétől remél támogatást. Végül megkötnek egy szerződést, melyben az áll, hogy Rokumon maga keresi meg a saját megélhetését.
Ageha (鳳)
Mint Rinne Ageha egy olyan sinigami, aki felelős azért, hogy az eltévedt lelkeket átszállítsa a túlvilágra. Rinnétől eltérően rettentően gazdag és kicsit gondolatlanul kótyavetyéli el a pénzét. Kezdetben utálatos és türelmetlen Rinnével szemben, akire először versenytársaként tekint. Miután Rinne beleegyezik, hogy segítsen neki megtalálni az eltűnt nővérét a dolgok kezdenek rendbe jönni. Ageha nagy döbbenetére kiderül, hogy a nővére szándékosan szökött meg, hogy össze házasodjon Szabatóval, aki Rinne apja, éli gondtalan életét és közben esküdt ellenség minden derék sinigaminak. Ezek után Ageha többször segít Rinnén és barátain.
Maszato (魔狭人; Hepburn: Masato)
Maszato a pokolban egy gazdag démon, aki bosszút akar állni Rinnén. Maszato kiskorában a Démon Általános Iskolába járt, s azt a feladatot kapta, hogy vegye el egy kis nyuszi lelkét és vigye magával a pokolba. Viszont mikor megpróbálja a nyuszi lelkét elvenni nem sikerül neki, ekkor megjelenik Rinne és közli vele, hogy a nyuszi még nem áll készen arra hogy átlépjen, majd fejbe kólintja egy kereszttel. Maszato nagyon berág Rinnére és onnantól kezdve ellenségként tekint rá. Pár évvel később újra találkoznak és Maszato ahol csak tud beleköt Rinnébe és próbálja megkeseríteni a fiú életét. Maszato nevének jelentése "szűk látókörű személy".
Rokudó Szabato (六道　鯖人; Hepburn: Sabato Rokudō)
Szabato Rinne apja aki a fiát lepasszolja a nagyanyjának. Szabato gyakran settenkedik be a fia szobájába hogy az összekuporgatott pénzét ellopja. Ő a Damasigami szervezet vezetője és szeretné ha Rinne később átvenné a családi vállalkozást. A Damasigami társaság egy olyan szervezet akik olyan lelkeket csalnak "lopnak" át a túlvilágra akik még nem állnak arra készen hogy továbblépjenek. Rinne ezt a munkát mocskosnak találja ezért nem hajlandó az apjával együtt működni. Szabatóról tudni kell hogy hatalmas nőcsábász és a sinigamik ellensége.
Szabato neve kandzsival van írva, jelentése 鯖 (szaba) "makréla" és 人 (dzsin) "ember". Ez azért van, mert apja, egy ember volt aki meghalt, és végül makrélává reinkarnálódott. A Rokudó a körforgás hat útját jelenti.
Dzsúmondzsi Cubasza (十文字 翼; Hepburn: Tsubasa Jūmonji)
Cubasza egy olyan ember aki éppen úgy mint Szakura látja a szellemeket. Ők ketten akkor találkoztak mikor Cubasza beiratkozott abba az iskolába ahova Szakura járt. Cubaszát annyira lenyűgözte az, hogy Szakura is látja a szellemeket hogy soha nem felejtette el a lányt még akkor sem miután elmentek. Ugyanis Cubasza a gyerekkorát apja ördögűzés üzlete miatt költözéssel töltötte. Rinnétől eltérően, Cubaszának nagyon kevés toleranciája van, mivel nem segíti a szellemek békés továbbjutását a túlvilágra. Helyette jobban szereti őket erőszakosan elküldeni. Ezek a különböző nézetek konfliktust alakítanak ki Rinne és Cubasza között nem beszélve arról hogy mind kettőjüknek tetszik Szakura.